# レオニード・バルテネフ
レオニード・バルテネフ (ロシア語:Леонид Владимирович Бартенев、1933年10月10日 - 2021年11月17日)は、旧ソビエト連邦の陸上競技選手。1956年メルボルンオリンピック、1960年ローマオリンピックの銀メダリストである。

## 経歴
バルテネフは、1956年メルボルンオリンピックに出場。ユーリ・コノバロフ、ウラジミール・スハレフ、ボリス・トカレフとともに出場した4×100mリレーでは、アメリカに次いで、銀メダルを獲得。
4年後の1960年ローマオリンピックでも、バルテネフは4×100mリレーに出場。前回大会にも出場したコノバロフと、グスマン・コサノフ、エドヴィンス・オゾリンとともにドイツについで2位となり、2大会連続の銀メダルを獲得した。